# Girardinichthys
Girardinichthys és un gènere de peixos pertanyent a la família dels goodèids.

## Distribució geogràfica
Es troba a Mèxic.

## Taxonomia
- Girardinichthys ireneae (Radda & Meyer, 2003)[3]
- Girardinichthys multiradiatus (Meek, 1904)[4]
- Girardinichthys viviparus (Bustamante, 1837)[5][6][7][8][9][10][11]